# Campiglossa clathrata
Campiglossa clathrata är en tvåvingeart som först beskrevs av Friedrich Hermann Loew 1862.  Campiglossa clathrata ingår i släktet Campiglossa och familjen borrflugor. Inga underarter finns listade.